# 加拿大传爱医援会
加拿大传爱医援会（Evangelical Medical Aids Society，简称 EMAS）是加拿大基督教慈善医疗援助协会，创立于1948年,总部设于加拿大多伦多密西沙加市。其宗旨是为发展中国家的贫穷乡村地区提供医疗援助，包括脑科儿科、妇产科、牙科等各科门诊与治疗，建立乡镇医院，建立活水井，培训乡镇医生、护士、接生员、药剂师等爱心服务，另外还开办英语培训班。
加拿大传爱医援会包括以下14个传爱医援组:
- 华东华北团：现有27名医务人员，对江苏省苏州市、淮安县，福建省厦门市，东北大连市等地方提供医援。
- 华西团：也称EMAS宁夏传爱医援会，团长为加拿大温哥华马叔和医生，团员包括来自加拿大各地区的医生、专科医生、牙医等四十余人。成立后15年来每年都到银川大学附属医院开办讲座、在宁夏卫生局指定乡村，建立自来水工程和地方医院；在宁夏南部乡镇如吴旗县、新寨乡、王洼子等地开门诊。
- 华南团，为云南省乡镇提供医援。
- 哥斯达黎加团
- 厄瓜多尔团
- 加纳团
- 海地团
- 印度团
- 牙买加团
- 马拉维团
- 尼日利亚团
- 菲律宾团
- 罗马尼亚团
- 乌克兰团